# Laubaer Wasser
Das Laubaer Wasser, auch als Litte, Alte Litte oder Littewasser bezeichnet, ist ein Nebenfluss der Litte in Sachsen.

## Allgemeines

### Verlauf
Das Laubaer Wasser entspringt im Westen der Gemeinde Lawalde im Ortsteil Lauba. Der Oberlauf verläuft südlich der Löbauer Straße in Richtung Süd-Osten nach Lawalde, eh es südlich des Gasthofs Kretscham in Richtung Nord-Osten einbiegt. Danach fließt das Laubaer Wasser weiter außerorts in Richtung Löbau. Es mündet nördlich von Großschweidnitz in die Litte. Des Weiteren wurde der Bach zur Antreibung einiger Mühlen wie der Niedermühle genutzt.

### Bezeichnung
Im Volksmund wird das Gewässer meist als Litte oder als das Laubaer Wasser bezeichnet. Die Bezeichnung Alte Litte oder Littewasser sind ebenfalls gebräuchlich. Google Maps und die sächsische Talsperrenverwaltung bezeichnet das Gewässer als Littewasser und rechnen es der Großschweidnitzer Litte zu. Andere Kartendienste bezeichnen es hingegen als das Laubaer Wasser.

### Umwelt
Kennzeichnend für das Laubaer Wasser ist ihr recht naturbelassener Lauf im unteren Fließabschnitt, an dem bis zur Mündung keine Ansiedlung zu finden sind. Hier ist die Böschung durchgehend mit alten Weiden bewachsen. Dazu ist auch eine rege Fischpopulation zu finden. Der Oberlauf ist mit künstlichen Böschungen und Begradigungen hingegen stark verändert worden. Das Gewässer besitzt die Güteklasse II.

## Galerie

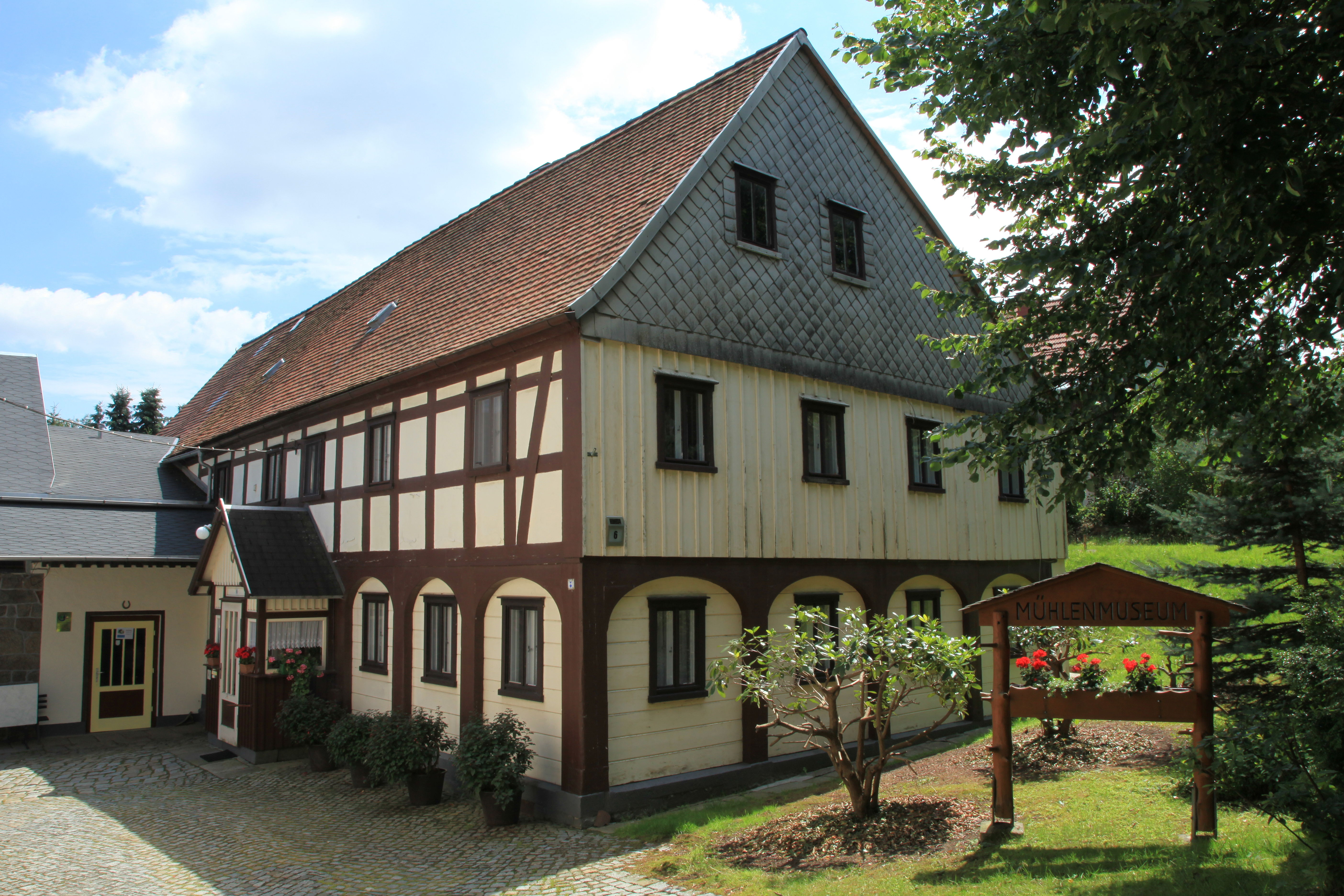
Die Niedermühle
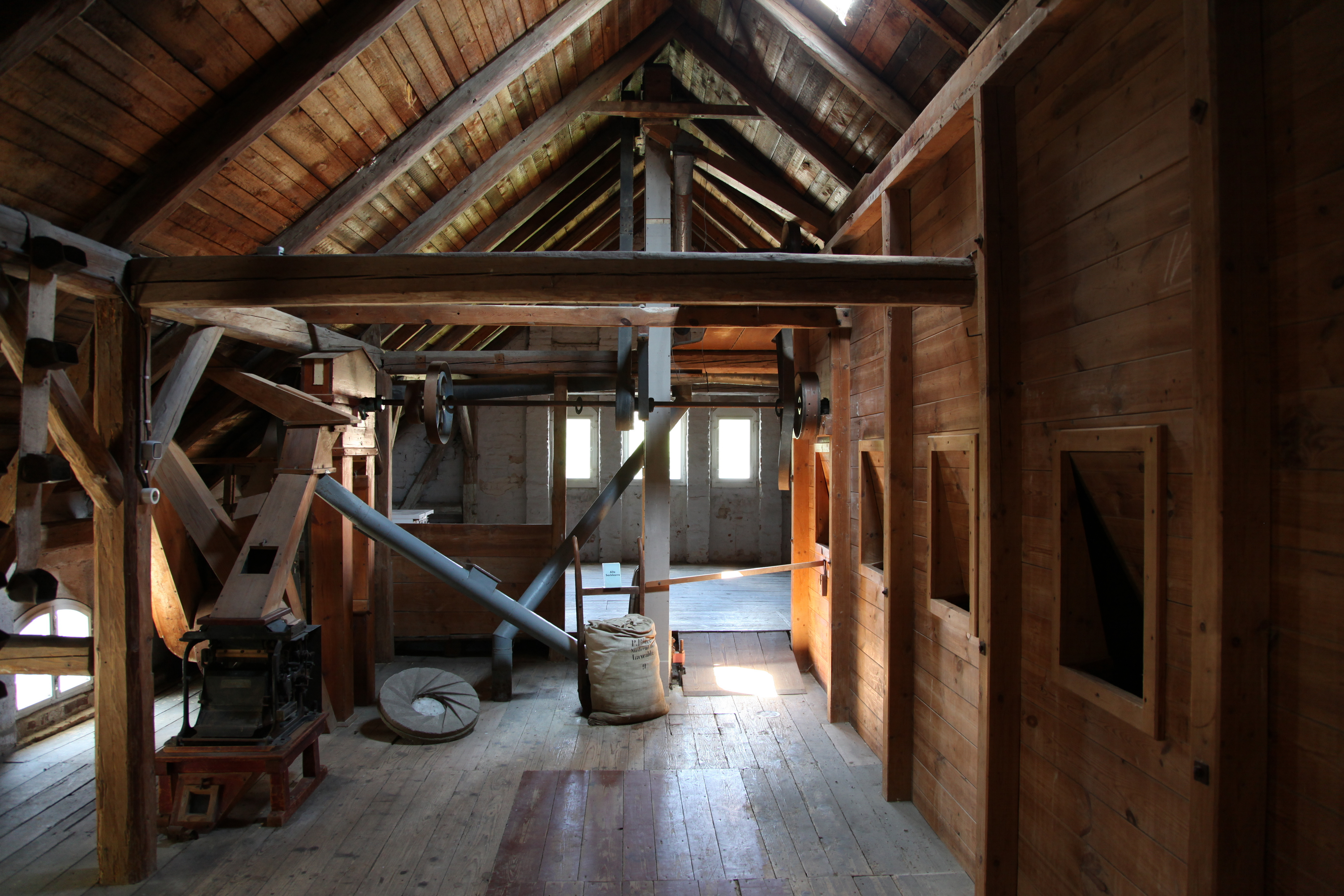
Das Mahlwerk der Niedermühle
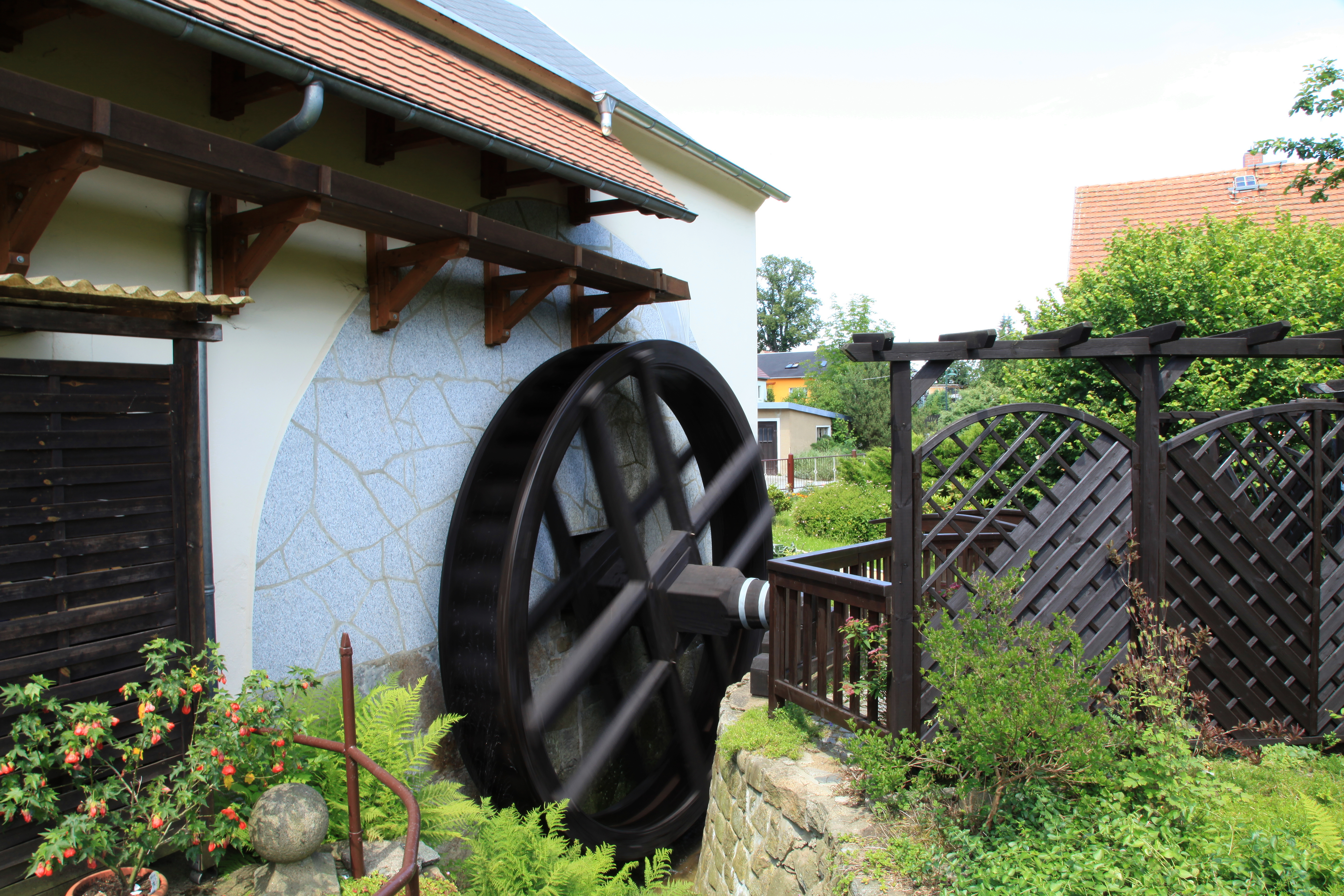
Mühlrad am Laubaer Wasser
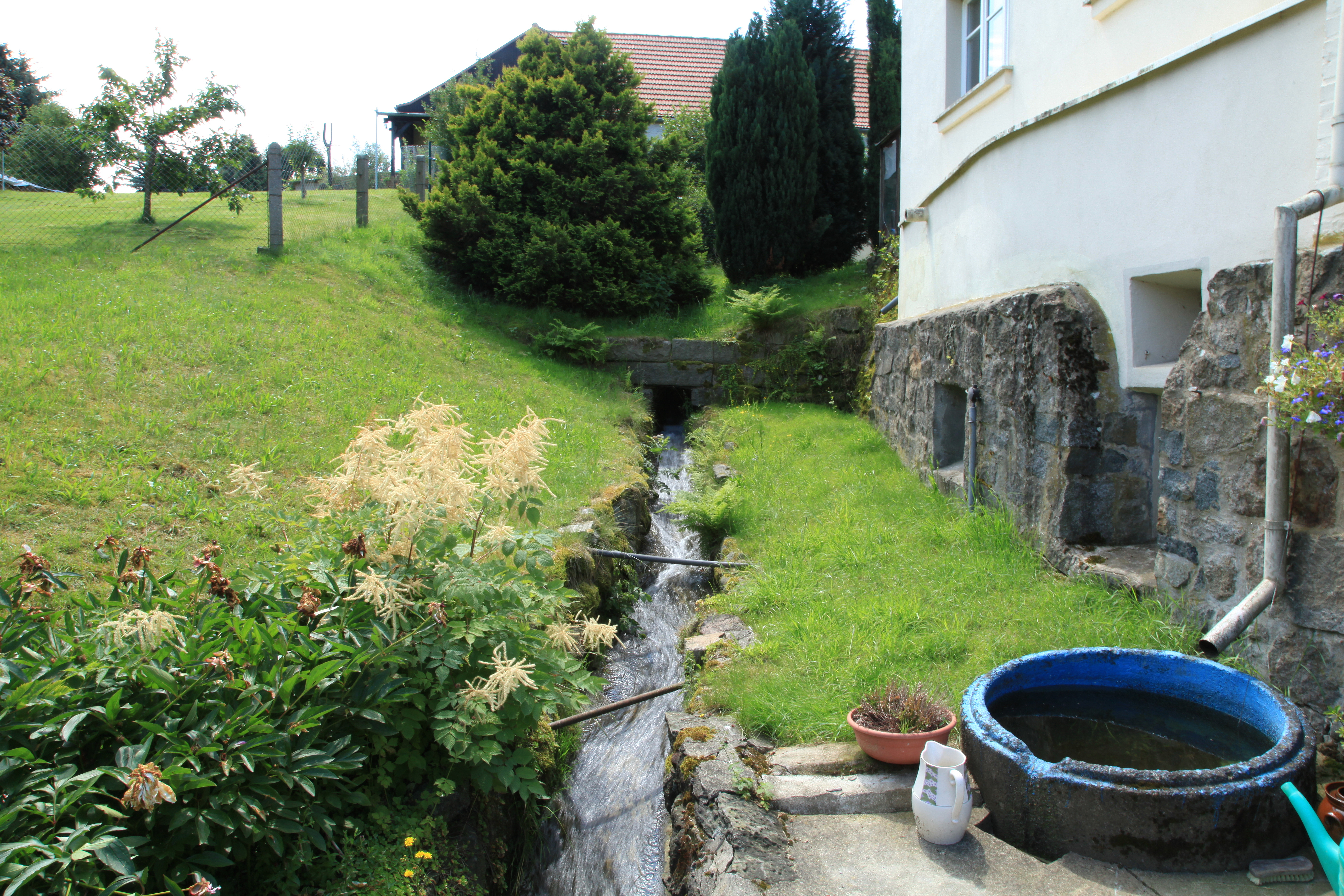
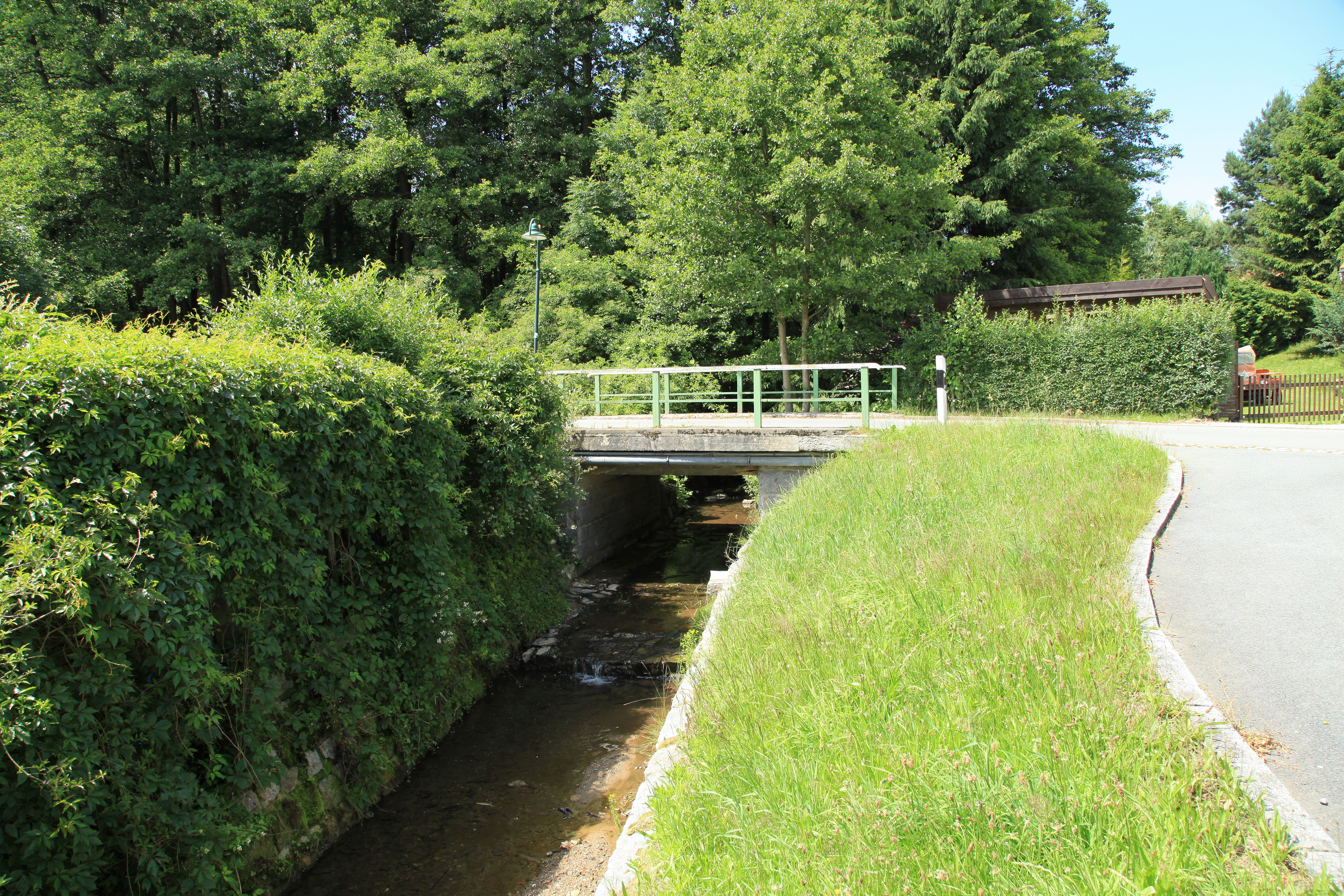